# Omloop Het Volk 1999
L'Omloop Het Volk 1999, cinquantatreesima edizione della corsa, si svolse il 27 febbraio per un percorso di 202 km, con partenza a Gent ed arrivo a Lokeren. Fu vinto dal belga Frank Vandenbroucke della squadra Cofidis davanti ai connazionali Wilfried Peeters e Tom Steels.

## Ordine d'arrivo (Top 10)
| Pos. | Corridore           | Squadra          | Tempo    |
| ---- | ------------------- | ---------------- | -------- |
| 1    | Frank Vandenbroucke | Cofidis          | 5h12'00" |
| 2    | Wilfried Peeters    | Mapei-Quick Step | s.t.     |
| 3    | Tom Steels          | Mapei-Quick Step | a 34"    |
| 4    | Andrei Tchmil       | Lotto-Mobistar   | s.t.     |
| 5    | Jo Planckaert       | Lotto-Mobistar   | s.t.     |
| 6    | Johan Museeuw       | Mapei-Quick Step | s.t.     |
| 7    | Servais Knaven      | TVM-Farm Frites  | s.t.     |
| 8    | Peter Van Petegem   | TVM-Farm Frites  | s.t.     |
| 9    | Wim Feys            | Lotto-Mobistar   | a 35"    |
| 10   | Chris Peers         | Lotto-Mobistar   | a 1'44"  |